# Étienne de Silhouette
Étienne de Silhouette (Limoges, 5 de julio de 1709-Bry-sur-Marne, 20 de enero de 1767) fue un político francés del siglo XVIII y ministro de Finanzas entre marzo y noviembre de 1759, durante el reinado del rey Luis XV. Fue él quien disminuyó los gastos de la casa real y las pensiones revisadas. Para favorecer el libre comercio en Francia, eliminó algunos impuestos y en su lugar estableció otros nuevos que operaron en un mercado francés unificado. 
Criticado por personas de la nobleza francesa, entre ellos el filósofo Voltaire, quien decía que, aunque sus medidas para regular la economía eran beneficiosas, estas no eran adecuadas para la época, debido a la situación socioeconómica de Francia en el siglo XVIII.
También se destacó como traductor, ya que tradujo a lengua francesa varios textos elaborados por escritores como Alexander Pope, Henry Bolingbroke y William Warburton.

## El términosilhouetteosilueta

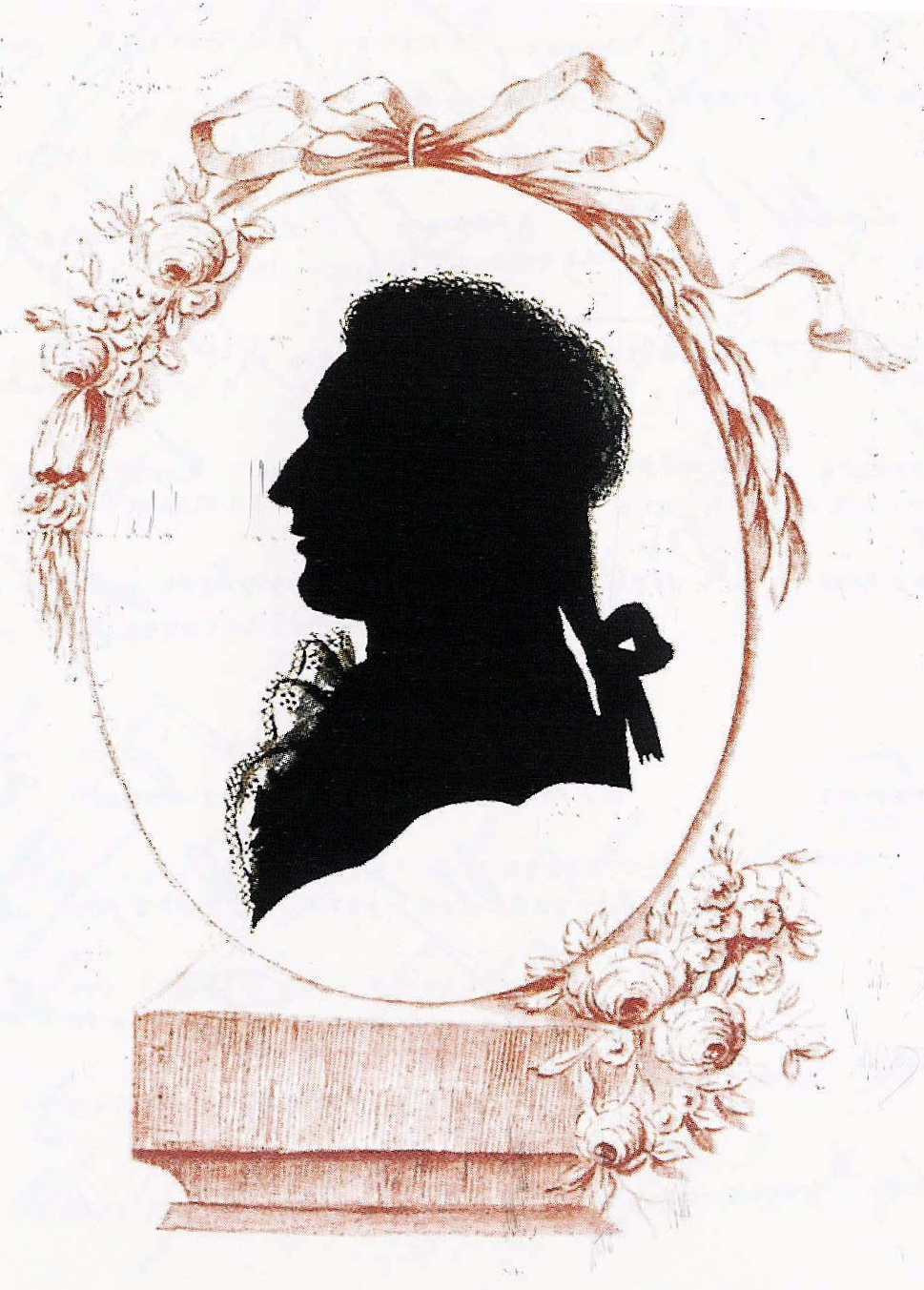
Silueta de Ludwig van Beethoven

Su corto mandato como ministro de Finanzas lo llevó a convertirse en objeto de burlas. Su conducta tacaña hizo que se empleara el término "silhouette" (actualmente conocido como silueta) a todo aquello que era barato o simple, y que carecía de rasgos distintivos. Con el tiempo, este término también se usó para describir imágenes oscuras y sin rasgos distintivos.